# 日渡早紀
日渡 早紀（1961年7月5日—），日本女性漫畫家。神奈川縣出身、老家為一家書店。早稻田大学第二文学部畢業。
1981年，以《魔法使いは知っている》獲白泉社第6回雅典娜大賞第2名。隔年，首次刊載於1982年《花與夢》（白泉社）第4號。後來該作放在「早紀系列」中的第1話。
代表作為《地球守護靈》。

## 作品
- 《戀祈福 惡魔先生》全7冊[3]

- 早紀系列（早紀シリーズ）（1982年 - 1985年、花與夢・別冊花與夢） - 單行本全2卷・文庫版全1卷

1. 《星光燦爛》全1冊
2. 《無限軌道》全1冊

- 《記憶鮮明》系列
  1. 《記憶鮮明》全1冊[6]
  2. 全1冊、原名
- 《魔塔騎士物語》全11冊[7]

- 《魔女的遊戲》全4冊[8]

- 《地球花園》《GLOBAL GARDEN》全8冊[9]

- 《地球守護靈》系列

1. 《地球守護靈》全21冊
2. 《包圍我的月光》～守護地球次世代篇全15冊
3. 2015年起、連載中

## 外部連結
- 日渡ぷらす日記 （页面存档备份，存于） - 日渡早紀的網誌（日語）
- （日語）